# Piotr Kaszewiak
Piotr Kaszewiak (ur. 17 stycznia 1978) – polski adwokat i felietonista, wieloletni ekspert prawny programu „Sprawa dla reportera” Elżbiety Jaworowicz i stały komentator prawny w licznych programach telewizyjnych – m.in. „Pytanie na Śniadanie TVP1", „Uwaga TVN”, członek Izby Adwokackiej w Łodzi, rzecznik prasowy Rady Adwokackiej, członek Komisji - Parlamentarno-Prawnej, Komisji Wizerunkowej Okręgowej Rady Adwokackiej w Łodzi (dwie kadencje).

## Życiorys
Kaszewiak jest łodzianinem. Wychowywał się na Karolewie w Łodzi, gdzie mieszkał przy ul. Wioślarskiej. W późniejszym okresie wraz z rodzicami mieszkał na Smulsku. Ukończył studia prawnicze na Uniwersytecie Łódzkim, po których odbył aplikację w Okręgowej Radzie Adwokackiej w Łodzi. Podczas aplikacji, jego patronem był mecenas Stanisław Owczarek. Następnie pracował w różnych kancelariach prawnych. Od 2009 roku jest wpisany na listę adwokatów w Łódzkiej Izbie Adwokatów, a także prowadzi własne kancelarie prawne w Łodzi, przy ul. prez. G. Narutowicza 54 oraz w Warszawie. Jest również byłym rzecznikiem prasowym Okręgowej Rady Adwokackiej w Łodzi, członkiem Komisji Parlamentarno-Prawnej i Komisji Wizerunkowej Okręgowej Rady Adwokackiej w Łodzi (dwie kadencje) oraz członkiem Izby Adwokackiej w Łodzi.
Absolwent studiów podyplomowych przy Narodowym Banku Polskim oraz studiów menedżerskich Master of Business Administration z zakresu bankowości i systemu finansowego.
Od około 2012 roku związany jest z programem telewizyjnym „Sprawa dla reportera” Elżbiety Jaworowicz, w którym stale występuje jako ekspert i w ramach którego udziela darmowej pomocy prawnej jego bohaterom. Jest stałym ekspertem prawnym w programie „Pytanie na śniadanie”. Jest także autorem publikacji, felietonów i komentarzy związanych z problematyką prawną, ukazujących się na łamach czasopism takich jak m.in.: „Dziennik Gazeta Prawna”, „Rzeczpospolita”, „Gazeta Wyborcza”, „Agora”, „Prawo.pl”, „Fakt”, „Do Rzeczy”. Prowadzi również cykliczną kolumnę porad prawnych w czasopiśmie „Nowe Życie Pabianic”. Ponadto jest gościem i ekspertem prawnym stacji radiowych i telewizyjnych oraz portali internetowych, takich jak m.in.: TVP1, TVP2, Wirtualna Polska TV, TVN, TVN24, Polsat, Polsat News, TVP Info, Radia Nowy Świat, Onet.pl i Polskie Radio.
W 2023 roku był gościem 4 odcinka teleturnieju Wiesz czy nie wiesz? emitowanego przez Telewizję Polską i prowadzonego przez Tomasza Kammela.
Jest jednym z bohaterów satyry komika, Daniela Midasa, który spopularyzował osobę adwokata poprzez serię „Szopka dla reportera”, stanowiącą parodię programu „Sprawa dla reportera”.

### Życie prywatne
Związany jest z prawniczką i adwokatką – Igą Paradą – będącą m.in. ekspertką prawną w programie „Pytanie na śniadanie” oraz Halo tu polsat. Mieszka przy al. T. Kościuszki w Łodzi.

## Wyróżnienia
- Laureat konkursu branżowego Orły Prawa w latach (2022[9], 2023, 2024[18]),
- Nominowany przez redakcje dzienników: „Dziennika Łódzkiego” i „Expressu Ilustrowanego” do tytułu „Osobowość Roku” w kategorii Działalność społeczna i charytatywna 2023[19],
- Pierwsze miejsce w głosowaniu czytelników „Dziennika Łódzkiego” i „Expressu Ilustrowanego” za działalność społeczną i charytatywną w Łodzi (2024)[20] .